# Маркт-Швабен

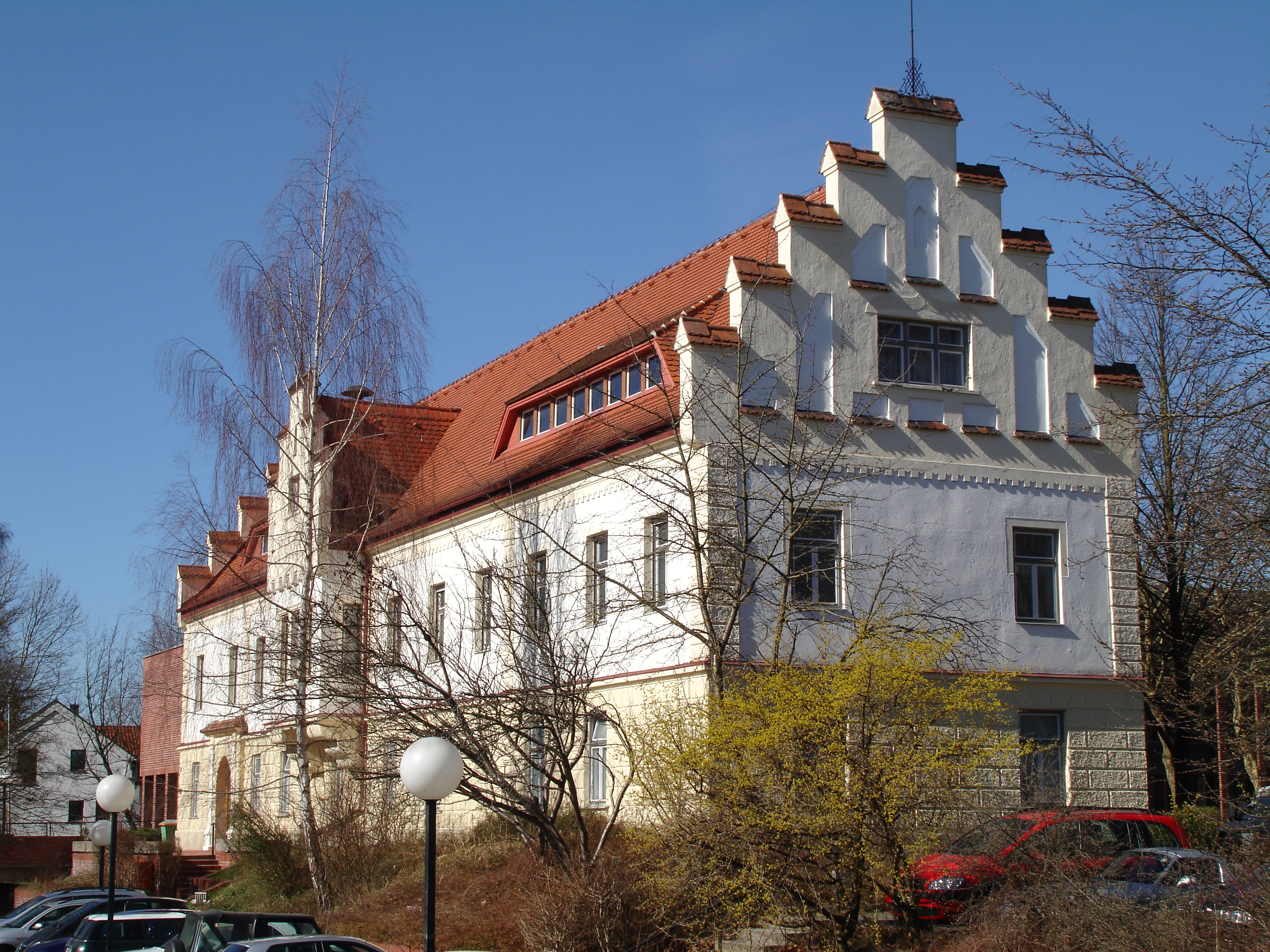
Ратуша

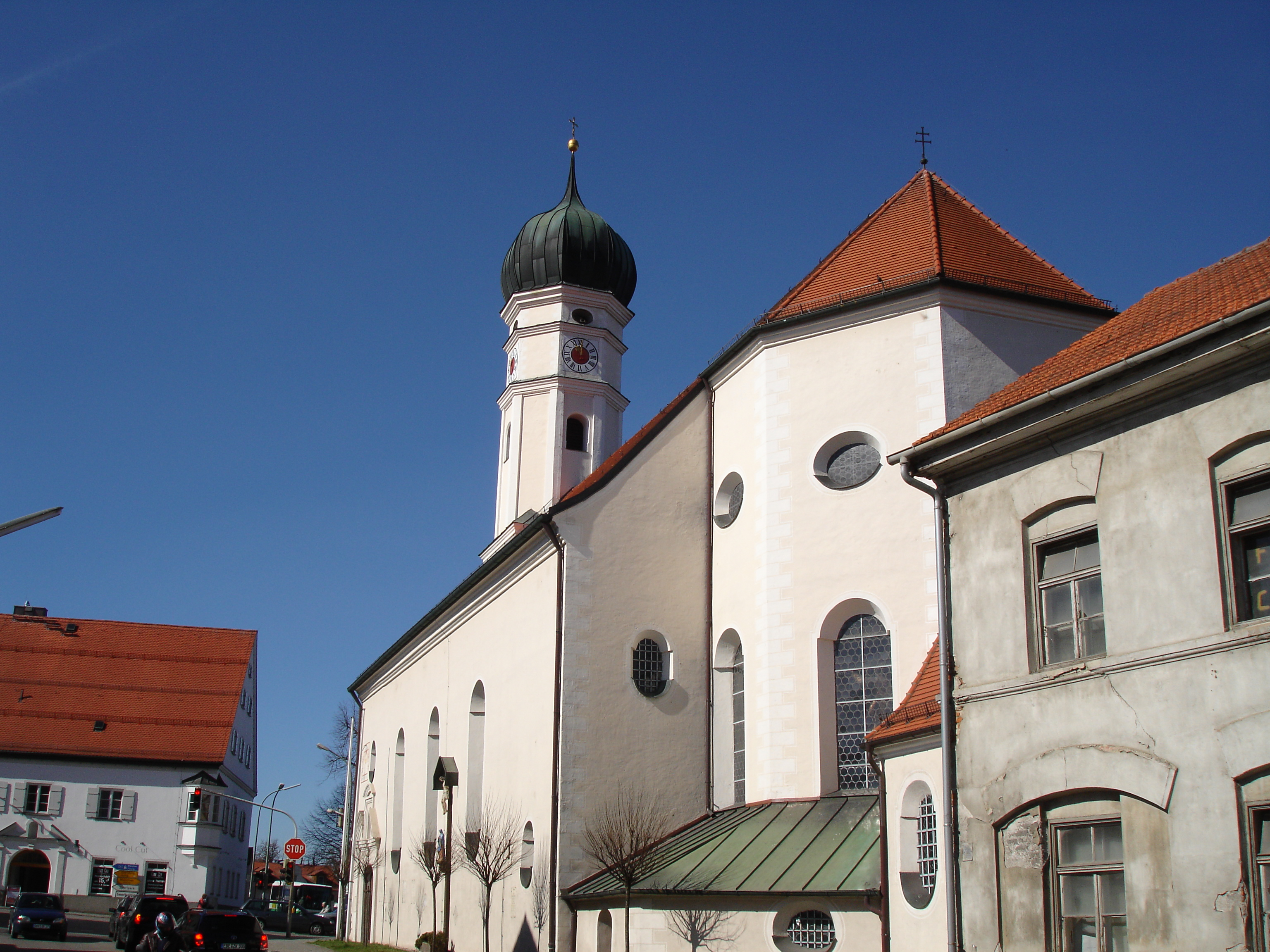
Маркт-Швабен

Маркт-Швабен (нем. Markt Schwaben) — община в Германии, в земле Бавария. 
Подчиняется административному округу Верхняя Бавария. Входит в состав района Эберсберг.  Население составляет 11 911 человек (на 31 декабря 2010 года). Занимает площадь 10,87 км².